# Nigerianische Badmintonnationalmannschaft
Die nigerianische Badmintonnationalmannschaft repräsentiert Nigeria in internationalen Badmintonwettbewerben. Die Mannschaft tritt als reines Männerteam (Thomas Cup), reines Frauen-Team (Uber Cup) oder als gemischte Mannschaft auf. Nigeria ist seit den 1990er Jahren eine Hochburg im Badminton auf dem schwarzen Kontinent.

## Teilnahme an Welt- und Kontinentalmeisterschaften
Thomas Cup
- Thomas Cup 2008 - 9.–12.

## Bekannte Nationalspieler
| Männer - Greg Orobosa Okuonghae - Akeem Ogunseye - Ibrahim Adamu - Ola Fagbemi - Paul Fagbemi - Jinkan Ifraimu | Frauen - Grace Daniel - Susan Ideh - Maria Braimoh - Mary Gideon - Miriam Sude - Bridget Ibenero - Kuburat Mumini |

## Referenzen
- Archivierte Seiten von tangkis.tripod.com (Memento vom 14. Dezember 2006 im Internet Archive)
- Mike’s Badminton Populorum